# بخش هزارجریب

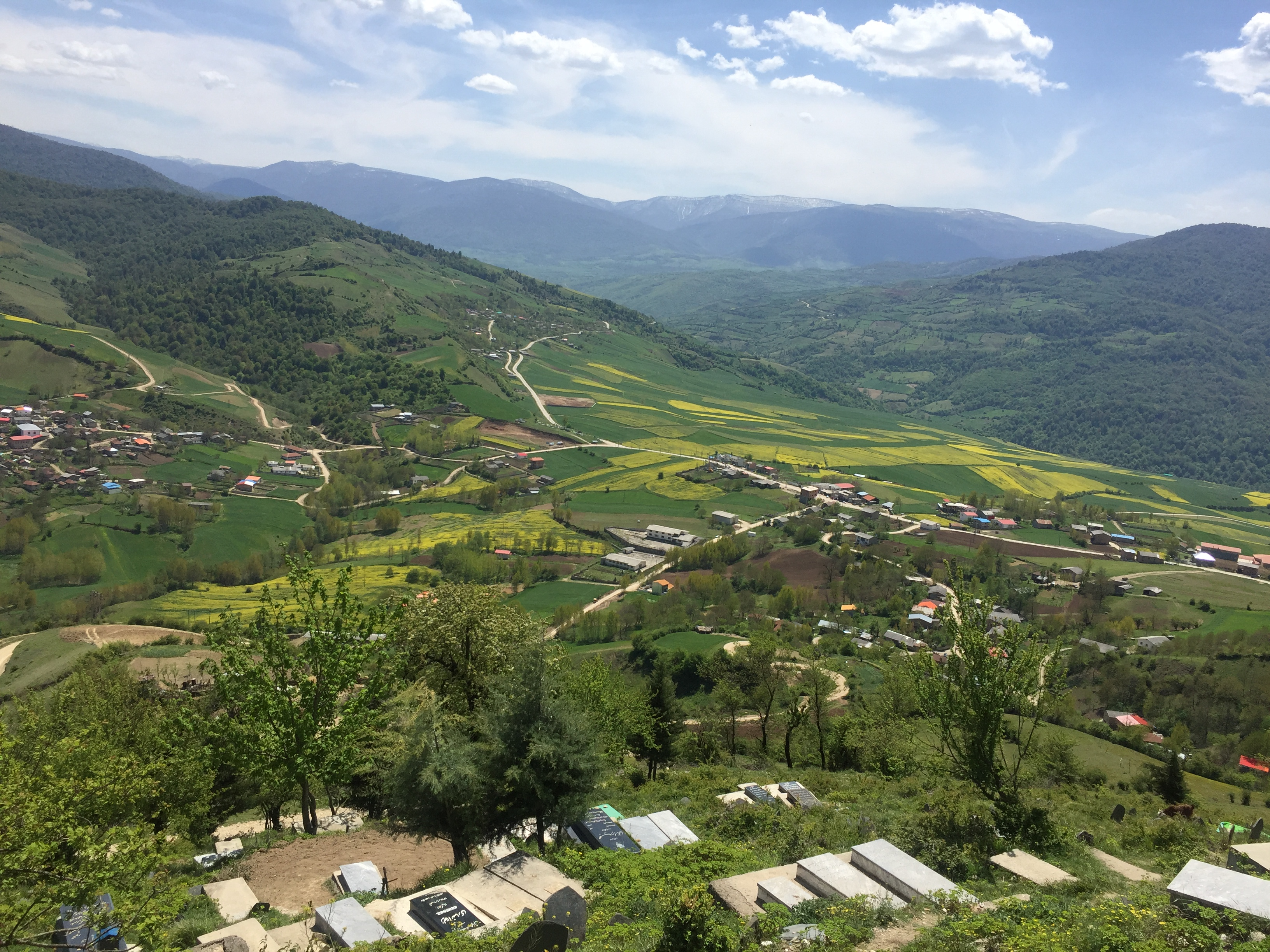
بخش هزارجریب نکا از فراز امامزاده شاه‌رضا روستای زیارت‌کلا در ۳۱ فروردین ماه ۱۳۹۷

بخش هزارجریب (واقع در منطقهٔ هزارجریب) یکی از دو بخش شهرستان نکا در استان مازندران ایران است. این بخش دارای دو دهستان است: دهستان استخرپشت و دهستان زارم‌رود، مرکز این بخش روستای چلمردی است.

## توصیف
منوچهر ستوده در مورد هزارجریب می‌نویسد: هزارجریب که نام آن در کتب تاریخی مازندران به صورت هزارگری و هزاره‌گری آمده است، سرزمینی است کوهستانی که حدود چهارگانهٔ آن از این قرار است: از طرف جنوب به رشته‌کوه اصلی البرز و از شمال به رشته‌کوه‌های جهان مورا و از طرف مشرق به کوه‌های خوش‌انگور و یانه‌سر و سرخ‌گریه و لت‌کومه و از غرب به رشته‌کوهی که در امتداد رودخانهٔ تلار و در شرق آن است. در این بخش، رودخانهٔ عظیم تجن با شاخه‌های طولانی و ممتد آن و رودخانهٔ نکا از میانهٔ آن جریان دارد.
ستوده در مورد تقسیمات بخش هزارجریب نیز می‌نویسد: بخش هزارجریب به دو ناحیهٔ چهاردانگه و دودانگه تقسیم می‌شود. ناحیهٔ چهاردانگه شامل شهریاری و هزارجریبی و سورتیجی است. شهریاری نام دهکده‌های کنار رودخانه نکا است که آب این رودخانه خود جداگانه به دریا می‌ریزد و آب آن، داخل رودخانه تجن نمی‌شود. هزارجریبی دهکده‌هایی را گویند که کنار رودخانهٔ زارم‌رود است و این رودخانه در دوآب زیردست دهکدهٔ گرمرود به عمود رودخانه تجن می‌پیوندد. سورتیجی نام دهکده‌هایی است که کنار رودخانهٔ گرمابرود است و این رودخانه نزدیک دو دهکدهٔ ورند و تاکام با عمود رودخانهٔ تجن تلاقی می‌کند. ناحیهٔ دودانگه هزارجریب شامل نرم‌آب، بندرج، فریم، بنافت، پشتکوه است. نرم‌آب دهکده‌های کنار شاخهٔ شرقی غربی رود پلور و عمود آن را گویند و پشتکوه شامل دهکده‌هایی است که کنار شاخهٔ شمالی جنوبی آن می‌افتد. بندرج شامل دهکده‌هایی است که کنار یکی از شعب چپ تجن است که حوالی تاکام و ورند به عمود اصلی تجن می‌پیوندد. فریم شامل دهکده‌هایی است که تقریباً در امتداد قسمت بالای عمود اصلی رود تجن قرار دارد. بنافت آخرین بخش هزارجریب است که دهکده‌های آن کنار رودی است که آب آن از کسلیان می‌گذرد و به رودخانهٔ تالار می‌ریزد. پشتکوه شامل دهکده‌هایی است که در سرچشمه‌های رود پلور است.
اسدالله عمادی گفته است: امروزه، فقط به بخش‌هایی از جنوب شهرستان نکا، هزارجریب گفته می‌شود. ولی در گذشته هزارجریب حدود آن از مناطق کوهستانی سوادکوه شروع می‌شد و تا مرز گلستان امروزی خاتمه می‌یافت.
درویشعلی کولاییان نظر دیگری در مورد واژهٔ هزارجریب دارد، او نوشته: هزارجریب ناحیهٔ کوهستانی وسیع، شامل دودانگه و چهاردانگه شرقی شهرستان ساری و در جنوب بهشهر است. ظاهرا هزارجریب را بر ساخته از دو واژه فارسی "هزار" و "جریب" دانسته‌اند، تأویلی که مانند بسیاری موارد مشابه دیگر اشتباه است. این نام‌های کهن بازمانده از زبان مردمانی است که اولین آبادگران و کشاورزان منطقه بوده‌اند و دوهزار سال پیش از زمان ما در منطقه سکونت اختیار کرده‌اند. در زبان این مردم، این اصطلاح شاید می‌توانست "ایزاجِیرِ (ایزاجیری)" به معنای ناحیهٔ تند آب‌ها باشد. سنسکریت Iza به معنای دارنده است و jIri به معنای آب‌های جاری سریع‌السیر است. نام هزارجریب در سایر مناطق ایران فقط نام چند روستاست(سه مورد)، روستاهایی مختلف که نام هر کدامشان هزارجریب است. اما هزارجریب ساری خود شامل چند دهستان که دهستان خود شامل ده‌ها آبادی است.
همچنین به نقل از مکنزی در کتاب "راویان قصه‌های رفته از یاد" آمده است: هزارجریب از دو بخش تشکیل می‌شود:
بخش اول چهاردانگه که متشکل از سه قسمت است: ۱_چهاردانگه محمدرحیم خان در یانه‌سر ۳۰۰ تفنگ‌چی با تفنگ به دولت می‌دهد. ۲_چهاردانگه نجف‌قلی‌خان در سرخه‌جریب که ۲۷۵ تفنگ‌چی می‌دهد. ۳_چهاردانگه محسن‌خان ۲۳۵ تفنگ‌چی می‌دهد.
بخش دوم دودانگه رئیس آن ابراهیم‌خان است که ۳۰۰ تفنگچی می‌دهد. می‌گویند در هزارجریب تقریباً هزار دِه وجود دارد. انواع شکار و حیوانات در این منطقه فراوان است از جمله: ببر، خرس، پلنگ و...

## مناطق تاریخی و دیدنی هزار جریب
- امام‌زاده شاه‌رضا(ع) در دهکدهٔ ملاخیل لایی شهریاری ۳۶ کیلومتری جنوب بهشهر، ۴۸ کیلومتری شمال کیاسر.[۷]
- شاه غازی رستم در ارم هزارجریب در ۳۳ کیلومتری شمال شرقی کیاسر[۸]
- قصر علاءالدوله حسن در زارم هزارجریب در ۳۶ کیلومتری شرق کیاسر[۹]
- برج و خرابه‌ای قدیمی در زروم هزارجریب در ۴۰ کیلومتری شمال شرقی کیاسر[۱۰]
- تپه‌ای بزرگ و قدیمی به نام "قله" در دهکده بِرما از دهکده‌های هزارجریب در ۳۷ کیلومتری شمال شرقی کیاسر[۱۱]
- خانهٔ قدیمی ملکی آقاعطا در گرگتج از دهکده‌های پی رجه سورتیجی بخش چهاردانگه[۱۲] سورتیجی در مورد مسیر این بخش می‌نویسد: برای رسیدن به گرگتج در کنار رودخانه نکا از جادهٔ طرح رومانی باید رفت. پس از گذشتن از زرندین به دهکده‌های سه‌کیله و اوکرکا و درویش‌خلک و خرم‌چماز و رمدان‌خیل می‌رسد و از آنجا جاده فرعی است. دست راست به گرگتج می‌رود. در بالای تپه‌ای که مسلط به دهکده است، بنای مستطیل شکل دوران قاجاری است. بنایی است سه طبقه که طبقهٔ بالایی آن دو اتاق نپارمانند تابستان‌نشین است. طبقهٔ وسط شامل چهار اتاق و دو راهرو است. اتاق وسط تالارمانند و اتاق شرقی از دو اتاق غربی بزرگ‌تر است. زیرزمین‌های متعدد برای انبار و طویله دارد. نمای شمالی آن شانزده پنجرهٔ مشبک آلت‌کاری ظریف دارد و نمای جنوبی نیز دارای پنجرهٔ مشبک است. درهای ورودی به راهروها باز می‌شود… در شرق این بنا گورستانی قدیمی است که سنگ‌های مورخ آن میان ۱۳۵۲ و ۱۳۷۲ ه‍.ق است.[۱۳]

## جمعیت
بنابر سرشماری مرکز آمار ایران در سال ۱۳۸۵، جمعیت بخش هزارجریب شهرستان نکا برابر با نفر ۱۴۴۳۶ نفر بوده است.